# Bandini saloncino
La Bandini saloncino è un'autovettura da corsa, costruita nel 1968 dalla Bandini Automobili di Forlì.
Questa nuova sport coupé, fu presentata al "Salone internazionale dell'auto" di Torino nel 1968; ma il suo costruttore Ilario Bandini con l'ironia che lo contraddistingueva, viste le ridotte dimensioni della sua berlinetta e la poca simpatia per i suffissi "-one", ribattezzò la sport coupé 1000 con l'appellativo "Saloncino".
La nascita della Saloncino riveste un ruolo importante nella produzione delle Bandini poiché oltre ad essere la prima autovettura nel settore degli sport coupé ha, sotto una carrozzeria particolare e originale, una nuova sospensione anteriore e un telaio solo simile alla 1000/66.
La Saloncino è inoltre la vettura su cui viene testato il prototipo di motore a carburatori verticali e il Bandini 1300 cm³. Negli anni ottanta riportò il nome dell'artigiano forlìvese nel nord Europa prima di ergersi a capostipite delle Bandini collezionate in Giappone.

## Il telaio

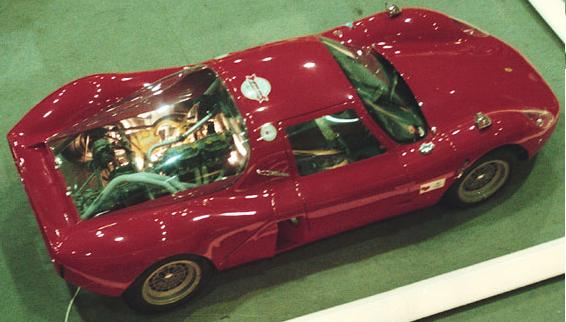
La Bandini "berlinetta" saloncino

Il telaio, disegnato e costruito da Ilario Bandini, sebbene sia basato sulla recente progenitrice 1000/66, è realizzato con un'inedita struttura a traliccio di tubi in cui il motore assume sempre più la funzione portante. Ripreso nella successiva s.p. 1000/72.
La sospensione anteriore presenta un classico triangolo inferiore e un inedito trapezio superiore.  
- Struttura e materiale: a traliccio di tubi a sezione ellittica e rotonda, in acciaio speciale di derivazione aeronautica;
- Sospensioni:
  - anteriore: indipendenti, a triangolo e trapezio sovrapposti con ammortizzatori oleodinamici telescopici inclinati e molle cilindriche elicoidali coassiali; barra stabilizzatrice
  - posteriore: indipendenti, bracci oscillanti e triangoli inferiori, ammortizzatori oleodinamici telescopici inclinati agenti su portamozzi e molle cilindriche elicoidali coassiali, camber caster e convergenza regolabili, barra stabilizzatrice
- Impianto frenante:
  - di servizio: idraulico, a disco Amadori anteriori e posteriori
- Sterzo: a pignone e cremagliera
- Guida: a sinistra
- Ruote:  in lega leggera Amadori e Campagnolo
- Serbatoio: 55 Litri
- Trasmissione: differenziale e cambio posteriore Colotti

## Motore Bandini Bialbero 1000

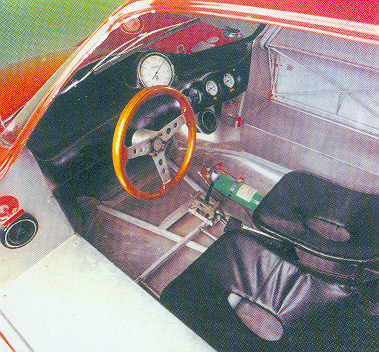
Particolare dell'abitacolo

Il gruppo motore cambio differenziale è lo stesso che equipaggia la 1000/66. 
- Posizionamento: posteriore longitudinale, 4 cilindri in linea
- Materiali e particolarità: distribuzione mista: catena ingranaggi, su rulli doppio albero a camme in testa in lega di alluminio, 8 valvole, camera di scoppio emisferica, monoblocco e basamento a cinque supporti di banco  in unica fusione di lega d'alluminio, coppa dell'olio in lega leggera, canne dei cilindri in ghisa cromate e smontabili
- Alesaggio: 68 mm
- Corsa: 68 mm
- Cilindrata: 987 cm³
- Rapporto di compressione: 9,5:1
- Alimentazione: 2 carburatori Weber doppio corpo 38DCO3
- Potenza: 105 CV @ 8500 rpm
- Lubrificazione: carter umido con pompa a ingranaggi e filtro esterno
- Raffreddamento: forzato a liquido con pompa centrifuga comandata da puleggia e cinghia, 2 radiatori in alluminio al retrotreno
- Cambio e frizione: 5 marce + RM, frizione bidisco a secco
- Accensione e impianto elettrico:  bobina e distributore-ruttore sulla testa, batteria 12 V e dinamo

## La carrozzeria

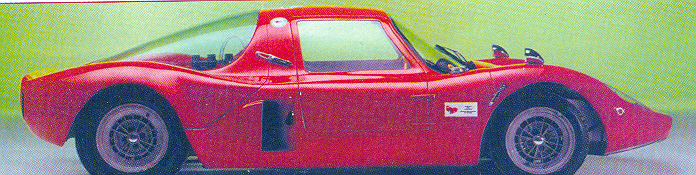
La Bandini saloncino vista di profilo

La carrozzeria sport coupé, realizzata dalla Bandini completamente in alluminio, ricalca dichiaratamente quella della barchetta del 1966 di cui costituisce la versione berlinetta.
Si notano tuttavia alcune varianti e adattamenti insieme ad elementi nuovi e inediti.
La parte anteriore è molto simile alla barchetta di riferimento, ma per rendere organico il tettuccio e il parabrezza, il cofano è più inclinato e acquisisce una convessità che condivide con il resto della copertura. Conseguentemente, gli sportelli hanno un'altezza maggiore, ma resta invariata la loro forma, così come quella del cofano posteriore, che mantiene le prese d'aria laterali ma non le superiori.
La parte superiore del cofano posteriore è interamente sovrastata da un lungo e convesso "lunotto" che lascia in bella vista il motore e la meccanica. Si perdono invece le feritoie inclinate vicino alle ruote posteriori  mentre sostanzialmente invariata è la coda, già positivamente influenzata dalla presenza delle trasparenze destinate a rapire gli sguardi degli appassionati.
La livrea originale nera e argento fu sostituita alla fine degli anni settanta con l'attuale colore rosso corsa.